# P2P TV

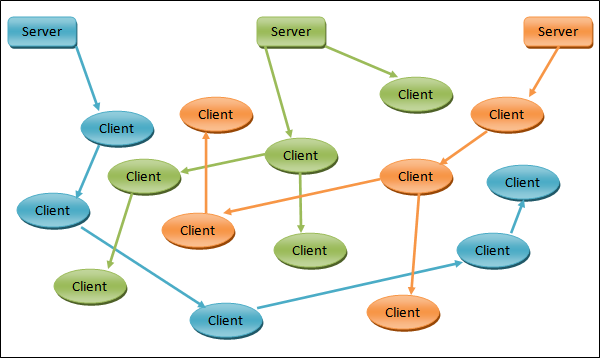
Generica rete peer-to-peer, notare che i client ritrasmettono i flussi di dati a altri client

Il termine P2P TV indica una generica tecnologia peer-to-peer sviluppata per trasmettere flussi video (tipicamente canali televisivi). 

## Principio
La peculiarità di questa tecnologia è che basandosi sull'utilizzo di reti peer-to-peer non servono necessariamente server di elevate capacità per trasmettere i flussi video dato che i suddetti flussi vengono ritrasmessi dagli stessi utilizzatori della rete secondo il paradigma del peer-to-peer. Quindi non deve essere un server centrale a trasmettere tutti i flussi video, il server trasmette il flusso video a un certo numero di utenti (peer), questi a loro volta ritrasmettono il flusso video ad altri utenti (peer) generando una rete che può raggiungere anche milioni di utilizzatori.
Il programma installato dall'utente si occupa di rintracciare e scaricare, tra gli altri utenti, i pezzi che mancano e di inviare quelli in proprio possesso ad altri. Il video viene ovviamente riprodotto con alcuni secondi di ritardo per permettere al numero maggiore possibile di peer di scaricare tutti i pezzi del filmato. 

## Vantaggi
- Il metodo di distribuzione peer-to-peer ottimizza il flusso di dati verso gli utenti, questo permette nel caso di reti con molti utenti di massimizzare le informazioni trasmesse all'utente a differenza delle strutture client-server che all'aumento degli utenti induce un degradamento dei singoli dati trasmessi agli utenti.
- Studi hanno dimostrato che le reti peer-to-peer generano la maggior parte del loro traffico all'interno delle reti dei singoli Internet Service Provider e quindi questi non vedono un notevole aumento dei costi di interconnessione tra Internet Service Provider.
- Le reti peer-to-peer non richiedendo grandi infrastrutture, permettendo la nascita di reti dedicate che raggruppano utenti che ricercano contenuti simili.

## Svantaggi
- Le reti peer-to-peer non garantiscono la qualità di servizio a differenza delle reti client-server unicast che possono fissare una banda minima per ogni utente. Le reti peer-to-peer basano il loro funzionamento sul corretto funzionamento dei computer dei singoli utenti, quindi degli utenti con una connessione lenta o con un computer lento possono degradare le prestazioni del sistema.
- Le reti peer-to-peer generano fino al 40% di dati in più rispetto a una trasmissione unicast. Per ridurre il problema della mancanza di qualità del servizio le reti peer-to-peer indirizzano più flussi video verso lo stesso utente, in questo modo si migliora il servizio ma si aumentano le informazioni ridondanti nella rete.[1] Inoltre trasmissioni multicast (trasmissioni non usabili su internet) permettono a un solo flusso di raggiungere più utenti contemporaneamente e quindi un'efficienza ancora maggiore.
- Le reti televisive tradizionali trasmettono alcuni contenuti in alcuni stati e/o regioni, questo può essere facilmente realizzato con una rete client-server ma è molto più difficile da realizzare in una rete peer-to-peer.
- Le reti peer-to-peer scaricano parte dei costi di trasmissione sui singoli utenti. Questo può essere un problema per alcuni utenti ADSL che pur potendo ricevere molti dati ne possono trasmettere una quantità relativamente ridotta e quindi non possono essere dei buoni utenti di una rete peer-to-peer.

## Programmi

### Software libero
- Miro
- Stream torrent[senza fonte]

### Software proprietario
- Alluvium
- Babelgum
- CoolStreaming (aggregatore di canali ma non P2P vero e proprio)
- Cybersky-TV
- DelFeo Radio/TV Player
- Feidian
- Joost
- Octoshape
- PeerCast
- PPLive
- PPMate
- PPStream
- Sopcast
- StreamerOne
- Toxic
- TVants
- Tvuplayer
- UuSee
- Veetle
- Zattoo